# Miawpukek

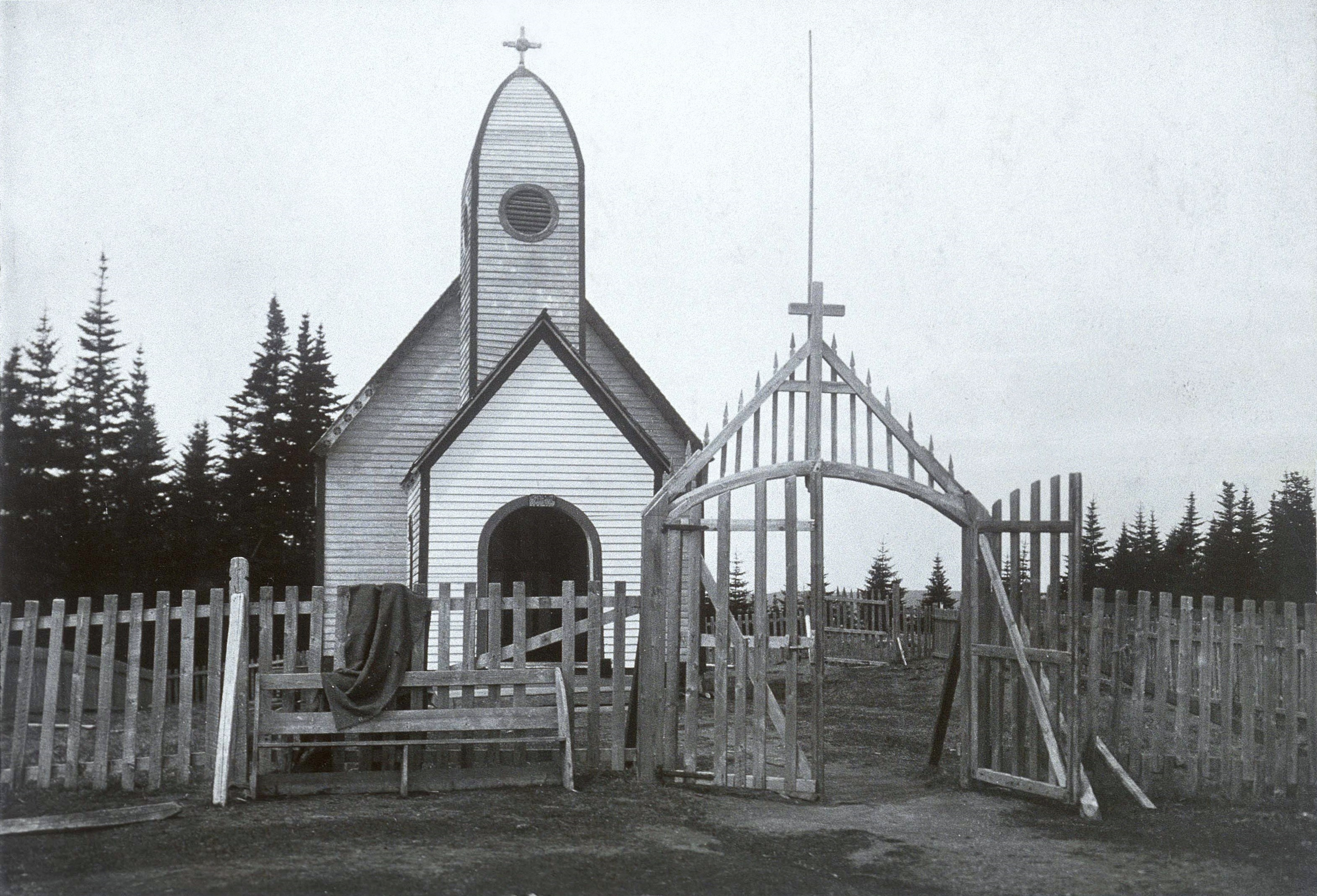
Chapelle des Micmacs, 1908

Miawpukek est une réserve indienne canadienne située dans la province de Terre-Neuve-et-Labrador, au sud de Terre-Neuve, à Conne River, environ 150 km au nord de Miquelon. 
La communauté a commencé à s'établir à cet endroit vers 1822. Elle a été reconnue comme réserve en 1987. En 2006, on y dénombrait 867 résidents.
L'activité économique principale est la pêche.
La communauté a entrepris des démarches en vue de l'autonomie gouvernementale.